# Xiexing
Xiexing (chinesisch 协兴镇, Pinyin Xiéxìng Zhèn) ist eine Großgemeinde im Stadtbezirk Guang’an der bezirksfreien Stadt Guang’an in der südwestchinesischen Provinz Sichuan. Xiexing hat eine Fläche von 38,44 km² und 27.009 Einwohner (Stand: Zensus 2020).

## Sehenswürdigkeiten
Das zum Museum umgestaltete Geburtshaus Deng Xiaopings liegt im Dorf Paifang und ist ein beliebtes Reiseziel in- und ausländischer Touristen.

## Administrative Gliederung
Xiexing setzt sich aus zwei Einwohnergemeinschaften und 23 Dörfern zusammen. Diese sind:
- Einwohnergemeinschaft Xiexing (协兴社区), Sitz der Gemeinderegierung;
- Einwohnergemeinschaft Paifang Xincun (牌坊新村社区);
- Dorf Aiguo (爱国村);
- Dorf Bao’an (保安村);
- Dorf Baozhai (堡寨村);
- Dorf Bayi (八一村);
- Dorf Chedu (扯渡村);
- Dorf Chunbao (春堡村);
- Dorf Chunfeng (春风村);
- Dorf Guanzi (冠子村);
- Dorf Guoshan (果山村);
- Dorf Huafu (华福村);
- Dorf Jinguang (金广村);
- Dorf Jinshi (金狮村);
- Dorf Paifang (牌坊村);
- Dorf Sixin (四新村);
- Dorf Tianxing (天星村);
- Dorf Wuyi (五一村);
- Dorf Xianfeng (先锋村);
- Dorf Xiangqian (向前村);
- Dorf Xiangyang (向阳村);
- Dorf Xiexing (协兴村);
- Dorf Xilai (西来村);
- Dorf Xingguang (星光村);
- Dorf Zhanqi (战旗村).